# Григорівська сільська рада (Запорізький район)
| Григорівська сільська рада — орган місцевого самоврядування у Запорізькому районі Запорізької області з адміністративним центром у с. Григорівка. Водоймища на території, підпорядкованій даній раді: річка Конка. Сільській раді були підпорядковані населені пункти: - с. Григорівка - с. Веселянка - с. Запорожець - селище Річне |

## Склад ради
Рада складалася з 16 депутатів та голови.

### Керівний склад ради
| ПІБ                   | Основні відомості                                            | Дата обрання | Дата звільнення |
| --------------------- | ------------------------------------------------------------ | ------------ | --------------- |
| Кущ Сергій Васильович | Сільський голова, 1965 року народження, освіта, безпартійний | 26.03.2006   | 23.02.2008      |

Примітка: таблиця складена за даними джерела